# Lydipta
Lydipta es un género de escarabajos longicornios de la subfamilia Lamiinae. Fue descrito por Carl Gustaf Thomson en 1868.

## Especies
- Lydipta conspersa (Aurivillius, 1922)
- Lydipta humeralis (Martins y Galileo, 1995)
- Lydipta pumilio (Thomson, 1868)
- Lydipta senicula (Bates, 1865)